# Botolambat
Botolambat is een bestuurslaag in het regentschap Batang van de provincie Midden-Java, Indonesië. Botolambat telt 2956 inwoners (volkstelling 2010).